# Шлёнск (баскетбольный клуб)
«Шлёнск» (пол. WKS Śląsk Wrocław) — польский баскетбольный клуб из города Вроцлав, один из самых титулованных клубов Польши. Проводит свои матчи на аренах «Зал Орбита», «Зал Столетия» и «Баскетбольный зал».

## История
Клуб основан в 1947 году, считается наиболее известным польским баскетбольным клубом. Обладатель 17 титулов чемпиона Польши. Наиболее известный период в его истории — так называемая «золотая эра Шлёнска», когда команда выиграла с 1998 по 2002 годы пять раз подряд титул чемпиона страны. Одним из людей, внёсших вклад в эти победы, стал легендарный баскетбольный тренер Андрей Урлеп. Среди звёзд клуба разных лет выделяются Мечислав Лопатка (1960-е), Эдвард Юркевич (1970-е и 1980-е), Ежи Бинковский (1980-е и 1990-е), Дариуш Зелиг (1980-е и 1990-е), Адам Вуйцик, Мацей Зелиньский (завершил карьеру после сезона 2005/2006), Марцин Стефаньский (выступал с 2006 по 2008 годы) и Доминик Томчик.
Серьёзные финансовые проблемы, обрушившиеся на клуб в 2008 году, привели к его банкротству и снятию с чемпионата Польши. Хотя клубу удалось быстро вернуться в элиту польского баскетбола, после сезона 2015/2016 из-за финансовых проблем клуб снова снялся с турнира и отправился во Вторую лигу.

## Титулы
- Чемпион Польши: 1965, 1970, 1977, 1979, 1980, 1981, 1987, 1991, 1992, 1993, 1994, 1996, 1998, 1999, 2000, 2001, 2002, 2022
- Кубок Польши: 1957, 1959, 1972, 1973, 1977, 1980, 1989, 1990, 1992, 1997, 2004, 2005, 2014

## Выступления с 2003 года
| Сезон   | Уровень | Турнир      | Место в плей-офф | Кубок Польши  | Еврокубки           | Еврокубки           | Еврокубки |
| ------- | ------- | ----------- | ---------------- | ------------- | ------------------- | ------------------- | --------- |
| 2003–04 | 1       | ПЛК         | 2                | Чемпион       | 1 Евролига          | Не вышли в плей-офф | 6–8       |
| 2004–05 | 1       | ПЛК         | 5                | Чемпион       | 2 УЛЕБ              | 1/8 финала          | 6–6       |
| 2005–06 | 1       | ПЛК         | 5                |               | 3 Кубок вызова ФИБА | 1/8 финала          | 6–6       |
| 2006–07 | 1       | ПЛК         | 3                |               |                     |                     |           |
| 2007–08 | 1       | ПЛК         | 3 (снялись)      | Финалист      |                     |                     |           |
| 2008–09 | 3       | Вторая лига | 11 (группа B)    |               |                     |                     |           |
| 2009–10 | 3       | Вторая лига | 12 (группа B)    |               |                     |                     |           |
| 2010–11 | 3       | Вторая лига | 12 (группа B)    |               |                     |                     |           |
| 2011–12 | 1       | ПЛК         | 7                |               |                     |                     |           |
| 2012–13 | 2       | Первая лига | 1                |               |                     |                     |           |
| 2013–14 | 1       | ПЛК         | 9                | Чемпион       |                     |                     |           |
| 2014–15 | 1       | ПЛК         | 5                | Четвертьфинал |                     |                     |           |
| 2015–16 | 1       | ПЛК         | 14 (снялись)     |               | 3 Кубок Европы ФИБА | 1/16 финала         | 4–8       |
| 2016–17 | 3       | Вторая лига | 1 (группа D)     |               |                     |                     |           |

## Известные игроки
- Дайнюс Адомайтис
- Раймондс Миглинекс
- Гинтарас Эйникис
- Андрюс Гедрайтис
- Шон Маркс
- Андрей Фетисов
- Ричард Луго
- Линн Грир
- Майкл Хокинс
- Майкл Райт
- Чарльз О'Бэннон
- / Рэнди Холкомб
- Рашад Мэдден